# Minčol (Mała Fatra)
Minčol (1364 m n.p.m.) – szczyt w północnej, tzw. „luczańskiej” części Małej Fatry w Centralnych Karpatach Zachodnich na Słowacji. Znajduje się w głównym grzbiecie pasma, ok. 4 km na północ od Wielkiej Łąki.

## Flora i fauna
Dobrze wykształcony wierzchołek góry pokrywają górskie łąki, poprzetykane borówczyskami. Niżej stoki masywu praktycznie całkowicie zalesione.

## Historia
Na grzbiecie i stokach pod szczytem Minčola pozostałości okopów, schronów i umocnień polowych z czasów II wojny światowej, wybudowanych wiosną 1945 r. Wśród nich ekspozycja broni artyleryjskiej, jaką wykorzystywał I Czechosłowacki Korpus Armijny, którego jednostki brały tu w kwietniu 1945 r. udział w ostrzeliwaniu niemieckich pozycji w Kotlinie Żylińskiej i wyzwalaniu Żyliny.

## Turystyka
Szczyt Minčola jest dostępny kilkoma znakowanymi szlakami turystycznymi:
  z doliny Wagu w Strečnie;
  z Wielkiej Łąki;
  z Vrútek Piatrovej;
  z miejscowości Višňové;
  z Vrútek;
  z miejscowości Turie Doliną Turiańską (słow. Turianska dolina).
Najczęściej jest przechodzony szlakiem czerwonym przy okazji przejścia głównego grzbietu Małej Fatry. Roztacza się z niego panorama, obejmująca Kotlinę Żylińską, Kotlinę Turczańską oraz Małą i Wielką Fatrę.